# Saba
Анна Саба Люкке Оленшлегер (дан. Anna Saba Lykke Oehlenschlæger; нар. 11 серпня 1997), відома як SABA — данська співачка, акторка музичного театру та модель. Представниця Данії на Пісенному конкурсі Євробачення 2024 з піснею «Sand».

## Біографія
Анна Саба (народжена Саба) Лікке Оленшлегер та її сестра-близнючка Андреа (народжена Сара) Лікке Оленшлегер народилися 11 серпня 1997 року в Аддис-Абебі, Ефіопія. Їх усиновили у віці восьми місяців і виховували в Рінгкебінгу, Данія. У дитинстві Саба грала у футбол у DBU Jutland.

## Кар'єра
Після закінчення середньої школи сестри переїхали до Копенгагена. Саба починала кар'єру як модель і підприємиця із продуктів для вибілювання зубів, тоді як її сестра займалася співочою та музичною акторською кар’єрою. 23 лютого 2023 року Саба замінила свою вагітну сестру в ролі Діонни на прем'єрі мюзиклу «Волосся» в театрі Østre Gasværk, дебютувавши як некаскадерська акторка.
25 січня 2024 року Саба була оголошена однією з учасників Dansk Melodi Grand Prix 2024, датського національного відбору на Пісенний конкурс Євробачення 2024, з піснею «Sand», що стало її дебютом як співачки. 17 лютого 2024 року вона перемогла у фіналі та отримала право представляти Данію на майбутньому конкурсі.

## Особисте життя
Саба є абмасадоркою Датської асоціації депресії. У 2018 році Сабі діагностували діагноз біполярного розладу I типу, і вона протягом 2018—2020 років кілька разів була госпіталізована. Співачка також практикувала самопошкодження в підлітковому віці.
Оленшлегер є лесбійкою. Вона перебувала в стосунках із Лерке-Марією Шмідт з 2020 до 2023 року. На Danish Melodi Grand Prix 2024 вона розповіла, що мала стосунки зі співачкою Aviaja протягом 6 місяців.